# Jaime Salazar
Jaime Salazar Gutiérrez (6 de febrer de 1931) és un exfutbolista mexicà.

## Selecció de Mèxic
Va formar part de l'equip mexicà a la Copa del Món de 1958.